# La Machination Voronov
La Machination Voronov est la dixième aventure et le quatorzième album de la série de bande dessinée Blake et Mortimer, scénarisée par Yves Sente et dessinée par André Juillard, d'après les personnages créés par Edgar P. Jacobs. C'est le deuxième album de la série entièrement réalisé par d'autres auteurs que son créateur après L'Affaire Francis Blake (1996), scénarisée par Jean Van Hamme et dessinée par Ted Benoit.
En 1998, les éditions Dargaud constatent que Ted Benoit, dessinateur minutieux, prend trop de temps pour réaliser les planches de L'Étrange Rendez-vous (2001), une nouvelle aventure imaginée par Jean Van Hamme. Yves Sente et André Juillard sont alors choisis pour former une seconde équipe de repreneurs et le 26 juin 1999, La Machination Voronov commence sa prépublication en feuilleton dans l'hebdomadaire Le Figaro Magazine. L'album est publié le 1er janvier 2000 aux Éditions Blake et Mortimer et a depuis été traduit dans une demi-douzaine de langues.
Avec L'Affaire Francis Blake, Jean Van Hamme et Ted Benoit s'étaient démarqués d'Edgar P. Jacobs en créant une pure histoire d'espionnage qui n'utilise pas d'éléments de science-fiction ou de fantastique. La Machination Voronov est aussi une histoire d'espionnage, mais elle intègre une part de science-fiction. Yves Sente et André Juillard placent leur aventure dans l'Histoire réelle, la guerre froide dans les années 1950, et font revenir plusieurs personnages secondaires de Jacobs et d'autres créés dans l'album précédent.
La bande dessinée raconte une machination orchestrée par le docteur Voronov, un membre du KGB posté au cosmodrome de Baïkonour qui entre en possession d'une bactérie mortelle venue de l'espace. Contre les ordres du Kremlin et en bon nostalgique de Staline, il décide de s'en servir comme arme bactériologique. Les Britanniques en sont informés par une espionne du MI6 et une course contre la montre s'ensuit pour le capitaine Francis Blake et le professeur Philip Mortimer. Ils doivent récupérer à Moscou un échantillon de la bactérie puis trouver un vaccin avant que Voronov ne mette son plan à exécution. Leur route croisera celle d'un vieil ennemi.

## Résumé
Une fusée décolle du cosmodrome de Baïkonour durant la journée du 16 janvier 1957. Le général Oufa, membre de l'Armée rouge, est le chef de cette opération. Il n'a que faire des craintes du haut-gradé scientifique qui l'informe de la présence de météorites dans le secteur : il faut impérativement que l'engin décolle, ordre absolu de ses supérieurs. Il s'agit de conserver l'avance acquise sur les États-Unis dans la conquête spatiale, coûte que coûte. Comme l'avait pressenti le professeur Piotr Ilioutchine, la fusée est pourtant percutée par une pluie de météorites et sa tête détachée retombe sur Terre, en terrain soviétique.
L'équipe militaire envoyée la récupérer étant morte dans de mystérieuses circonstances, le docteur Voronov, responsable d'une clinique du KGB, est chargé d'éclaircir ce mystère. Son assistante Nastasia Wardynska découvre que la tête de la fusée a été infectée dans l'espace d'une bactérie mutante, la « bactérie Z », qui entraine la mort en moins de vingt-quatre heures par simple contact. Mais les ordres du Kremlin sont formels : cette affaire ne s'est officiellement jamais produite. Bravant les ordres d'Oufa, Voronov force son assistante à continuer ses recherches pour comprendre pourquoi la bactérie s'attaque à des sujets de tout age mais les jeunes rats de laboratoire s'avèrent être des porteurs sains.
À Londres, deux mois plus tard, le capitaine Francis Blake et le commander William Steele, respectivement chefs du MI5 et du MI6, discutent d'une situation préoccupante. Steele a reçu un rapport parlant de la bactérie Z et de la volonté de Voronov de s'en servir comme arme bactériologique contre l'Occident. Son espion promet d'envoyer un échantillon de la bactérie le mois prochain. Il s'agit de Nastasia Wardynska. Elle a été recrutée par le capitaine Blake dix ans auparavant.
Un soir à Baïkonour, elle dérobe un tube à essai contenant la bactérie et l'envoie caché dans une matriochka à Sergueï Pouskachoï qui est son contact à Moscou. Voronov se rend compte du subterfuge utilisé. Après avoir eu confirmation de la trahison de son assistante, il la fait enfermer au siège du KGB à Moscou (la Loubianka). Elle est sous la garde du général Orloff et du colonel Ilkor. De plus, ce dernier intervient pour empêcher l'échange du précieux colis entre Pouskachoï et un agent du MI6.
Mis au courant des évènements, Blake décide de se rendre lui-même en URSS pour délivrer Nastasia et récupérer l'échantillon. Pour ce faire, il prend comme couverture l'identité de Mac Taser, afin d'être l'interprète du professeur Philip Mortimer. Ce dernier est un invité officiel du Congrès International de Moscou de par son bagage scientifique. Sur place, les deux amis prennent contact avec Edgar Reeves qui est attaché scientifique de l'ambassade du Royaume-Uni et agent du MI6. Ils mettent au point un plan pour délivrer Nastasia, mais la secrétaire de Reeves, Miss Sneek, est en réalité un agent dormant. Elle informe Orloff de la présence de Mortimer. Le colonel Ilkor, alias Olrik, est alors certain que Blake se trouve dans les parages. Lors d'un concert organisé après sa conférence, Mortimer se rapproche de son ami le professeur Ilioutchine afin d'obtenir des informations sur la bactérie. Mais alors que le savant russe lui parle des jeunes rats, Voronov surprend les deux hommes dans les coulisses et arrête Ilioutchine tandis que Mortimer échappe de justesse à la mort.
Le lendemain, Blake s'infiltre dans la Loubianka déguisé en officier du KGB avec un faux ordre de transfert concernant Nastasia, mais Olrik l'attendait et le démasque. Après avoir pris le dessus sur le colonel, Blake et Nastasia réussissent à s'échapper au terme d'une course-poursuite à travers la ville. Cependant, Nastasia est grièvement blessée au crâne par une balle tirée par Olrik et elle s'évanouit juste après avoir indiqué à Blake que « la poupée a une tête noire ». Le soir même, Blake se rend au parc Leninskiye Gory pour rencontrer Pouskachoï, mais Olrik l'attend de nouveau. Sur le point d'être capturé, le capitaine est sauvé par l'arrivée de Reeves et Mortimer qui ont découvert la trahison de Miss Sneek. Après une fusillade, Mortimer se lance à la poursuite d'Olrik qui parvient à jeter l'échantillon dans la Moskova. Dans le parc, Pouskachoï prononce avant de mourir la phrase « le monde de l'enfance », le nom d'un magasin de jouets à Moscou. Mortimer, protégé par son statut d'invité, décide de s'y rendre et récupère sans problème une poupée russe qui contient l'échantillon de la bactérie Z.
Quelques jours plus tard, les deux Britanniques sont de retour dans leur pays grâce à une supercherie. Tandis que le professeur Mortimer et son équipe commencent leurs recherches sur la bactérie, le capitaine Blake fait son rapport au comité de sécurité. Il conseille de ne pas prévenir, pour l'instant, les Américains de la menace à venir de peur de déclencher une nouvelle guerre mondiale. Son instinct lui permet de comprendre qu'il se trame autre chose derrière toute cette affaire.
À Moscou, Voronov est fou de rage. Il charge Olrik de récupérer ou de détruire l'échantillon volé en laissant croire que le Kremlin puisse être impliqué. Il décide alors de mettre son plan à exécution et plusieurs personnalités américaines et européennes meurent subitement dans les jours qui suivent. De son côté, grâce à une taupe placée au CSIR, Olrik parvient à récupérer les échantillons et à mettre le feu au laboratoire. Mortimer avait heureusement mis à l'abri un échantillon dans un autre endroit et ce dernier est dupliqué puis envoyé dans plusieurs laboratoires du pays pour réduire les risques.
Alors que les morts de personnalités s'enchainent à travers le monde, Mortimer se rend à Liverpool où l'un de ses confrères a découvert que les jeunes rats résistent à la bactérie grâce au thymus. Lors d'un nouveau comité de sécurité, Blake apprend que trois dirigeants proches du pouvoir soviétique sont morts. Il comprend alors que Voronov, nostalgique de Staline, joue cavalier seul et tente de déstabiliser son pays de l'intérieur comme de l'extérieur pour en prendre le pouvoir. Les services secrets britanniques décident de prévenir les Russes et Blake propose une collaboration à l'ambassadeur russe qui accepte. À Baïkonour, le général Oufa, mis au courant de la situation, est chargé de surveiller Voronov mais, bien décidé à régler ses comptes avec le docteur, il se fait tuer dans le laboratoire par Voronov qui s'enfuit.
Grâce aux documents échangés entre les deux blocs provisoirement alliés, Mortimer trouve comment la bactérie entre en contact avec les cibles du docteur : ce sont des enfants qui leur offrent des fleurs et les embrassent. Le professeur se rappelle aussitôt que quelques jours auparavant, la Reine mère avait elle-même été approchée par une jeune enfant soviétique, mais elle est toujours en pleine santé. Comprenant que cette fillette est la clé du remède, il se rend de toute urgence à Liverpool, mais Olrik est déjà sur place et se dirige avec la fillette vers le port où un cargo russe l'attend. Avec l'aide d'Honeychurch, Mortimer arrive en premier au port et organise un piège pour Olrik qui se fait arrêter.
Grâce à la fillette, atteinte d'une maladie rare, l'anémie falciforme, Mortimer parvient à créer un vaccin. Dans le même temps, les Soviétiques ont arrêté le général Orloff et les autres putschistes et collaborent avec les polices du monde entier pour démanteler le réseau d'agents dormants. Ils demandent à ce qu'on leur remette Olrik pour pouvoir retrouver Voronov, ce que les Britanniques acceptent à la condition que Nastasia puisse quitter l'URSS librement. L'échange a lieu le 3 octobre 1957 sur un pont sur l'Elbe séparant les deux Allemagnes durant lequel Olrik parvient à s'échapper. Le lendemain, Nastasia se voit offrir un poste au CSIR par Mortimer alors que les Soviétiques viennent de lancer Spoutnik 1.

## Lieux et personnages

### Personnages
La Machination Voronov met en scène les trois personnages principaux de la série : les deux héros, le capitaine Francis Blake et le professeur Philip Mortimer, et le principal antagoniste, le colonel Olrik. L'aventure fait également intervenir plusieurs personnages récurrents de la série : Nastasia Wardynska, une scientifique russe, le commander William Steele, chef du MI6, le colonel Cartwright, directeur de l'Intelligence Service, Sir Charles Garrisson, surintendant de Scotland Yard, David Honeychurch, adjoint de Blake au MI5, Glenn Kendall, inspecteur-chef de Scotland Yard, et le major Varitch, agent du KGB.
- Général Oufa : général de l'Armée rouge, responsable des programmes spatiaux
- Professeur Piotr Ilioutchine : spécialiste en astronautique, responsable du cosmodrome de Baïkonour
- Camarade Gourov : collaborateur du professeur Ilioutchine
- Lieutenant Crimiev : responsable du poste de contrôle spatial 8 à Baïkonour
- Docteur Voronov : responsable de la clinique du KGB à Baïkonour, nostalgique de Staline
- Nastasia Wardynska : assistante du docteur Voronov, espionne infiltrée du MI6
- Capitaine Francis Blake : chef du MI5
- Miss Pound : secrétaire du commander Steele
- Commander William Steele : chef du MI6
- Professeur Philip Mortimer : physicien, chef du CSIR
- Sergueï Pouskachoï : contact de Nastasia Wardynska pour le MI6
- Olga Pouskachoï : compagne de Sergueï Pouskachoï
- Edgar Reeves : attaché scientifique à l'ambassade de Grande-Bretagne à Moscou
- Mac Taser : assistant interprète du professeur Mortimer (fausse identité de Blake)
- Lord Greymouth : ambassadeur de Grande-Bretagne à Moscou
- Miss Sneek : secrétaire à l'ambassade de Grande-Bretagne à Moscou
- Général Orloff : officier du KGB officieusement aux ordres de Voronov
- Colonel Ilkor alias Colonel Olrik : méchant, ennemi juré de Blake et Mortimer à la solde de Voronov
- Colonel Dytristchev : officier du KGB (fausse identité de Blake)
- John Ryan : assistant de Reeves
- Colonel Cartwright : directeur de l'Intelligence Service (IS)
- Sir Charles Garrisson : surintendant de Scotland Yard
- David Honeychurch : adjoint de Blake au MI5
- Lord Norwich : sous-secrétaire d'État au Foreign Office
- Comte Wilburce Hereford-Worcester : sous-secrétaire d'État au Home Office
- Hennis : chercheur au CSIR
- Docteur Driss Alaoui : chercheur au CSIR
- Jones : gardien au CSIR
- Général Henry Mac Barger : chef d'état major des forces alliées de l'OTAN
- Mike : garde du corps du général Henry Mac Barger
- Dimitri : serveur au club-house du golf de Saint-Germain-en-Laye et agent dormant de Voronov
- Nadia : fille de Dimitri
- Glenn Kendall : inspecteur-chef de Scotland Yard
- Professeur Jongen : scientifique
- Révérend Pryce Jones : prêtre dans une paroisse de Liverpool
- Ambassadeur d'URSS à Londres
- Major Varitch : agent du KGB à Londres
- Sergent Clarke : policier à Liverpool
- Stirling : policier à Liverpool

### Lieux
L'aventure se déroule principalement dans deux villes : Moscou en URSS et Londres au Royaume-Uni. Dans une moindre mesure, elle prend lieu à Baïkonour (Kazakhstan), Saint-Germain-en-Laye (France), Liverpool (Royaume-Uni) et quelque part en Allemagne. Quelques villes apparaissent également dans une case de l'album : New York et Washington, D.C. aux États-Unis et Strasbourg et Paris en France.
- Cosmodrome de Baïkonour (Kazakhstan)
- Moscou (URSS)
  - Quelque part dans un quartier pauvre
  - Stade Lénine
  - Ambassade de Grande-Bretagne en Russie, quai de Sofia
  - Center for Scientific and Industrial Research (CSIR)
  - Aéroport international de Vnoukovo
  - Restaurant syldave Klow
  - Siège du KGB : la Loubianka
  - Université de Lomonossov
  - Salle de concert Tchaïkovski
  - Égouts de Moscou
  - Parc Leninskiye Gory
  - Magasin de jouets Dietski Mir
- Golf de Saint-Germain-en-Laye (France)
- Londres (Royaume-Uni)
  - Siège du MI6
  - Centaur Club, Piccadilly
  - St James's Park
  - Aéroport de Londres
  - Siège de Scotland Yard
  - Domicile de Blake et Mortimer au 99bis Park Lane
  - Ambassade d'URSS en Grande-Bretagne
  - Church row, quartier d'Hampstead
  - Siège de l'Intelligence Service
- Liverpool (Royaume-Uni)
  - Gare de Liverpool Lime Street
  - Église Saint-Pierre (Woolton)
  - Port de Liverpool
- Pont sur l'Elbe, à la frontière de la RFA et de la RDA (Allemagne)

Sélection de lieux présents dans l'album
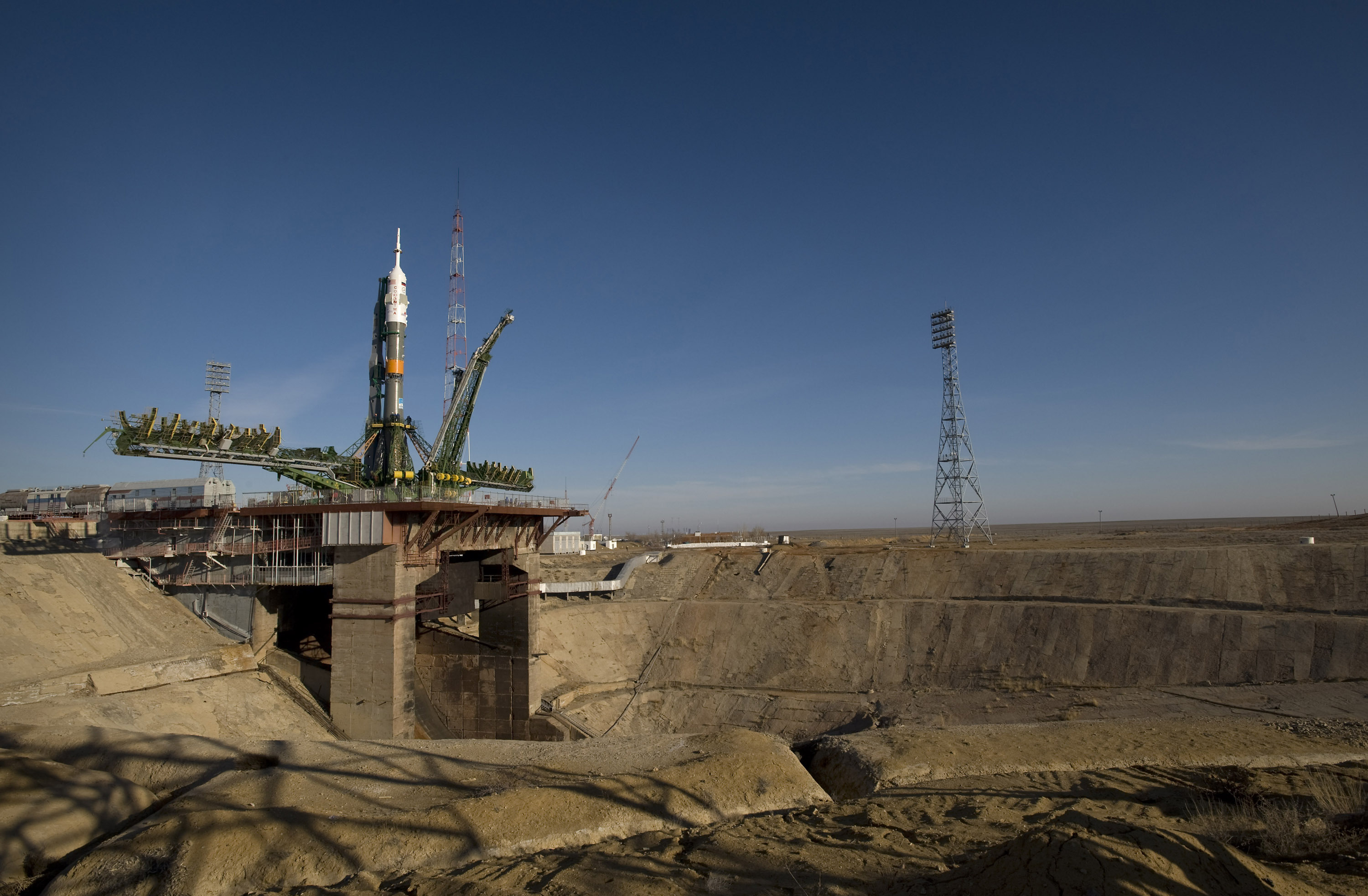
Cosmodrome de Baïkonour
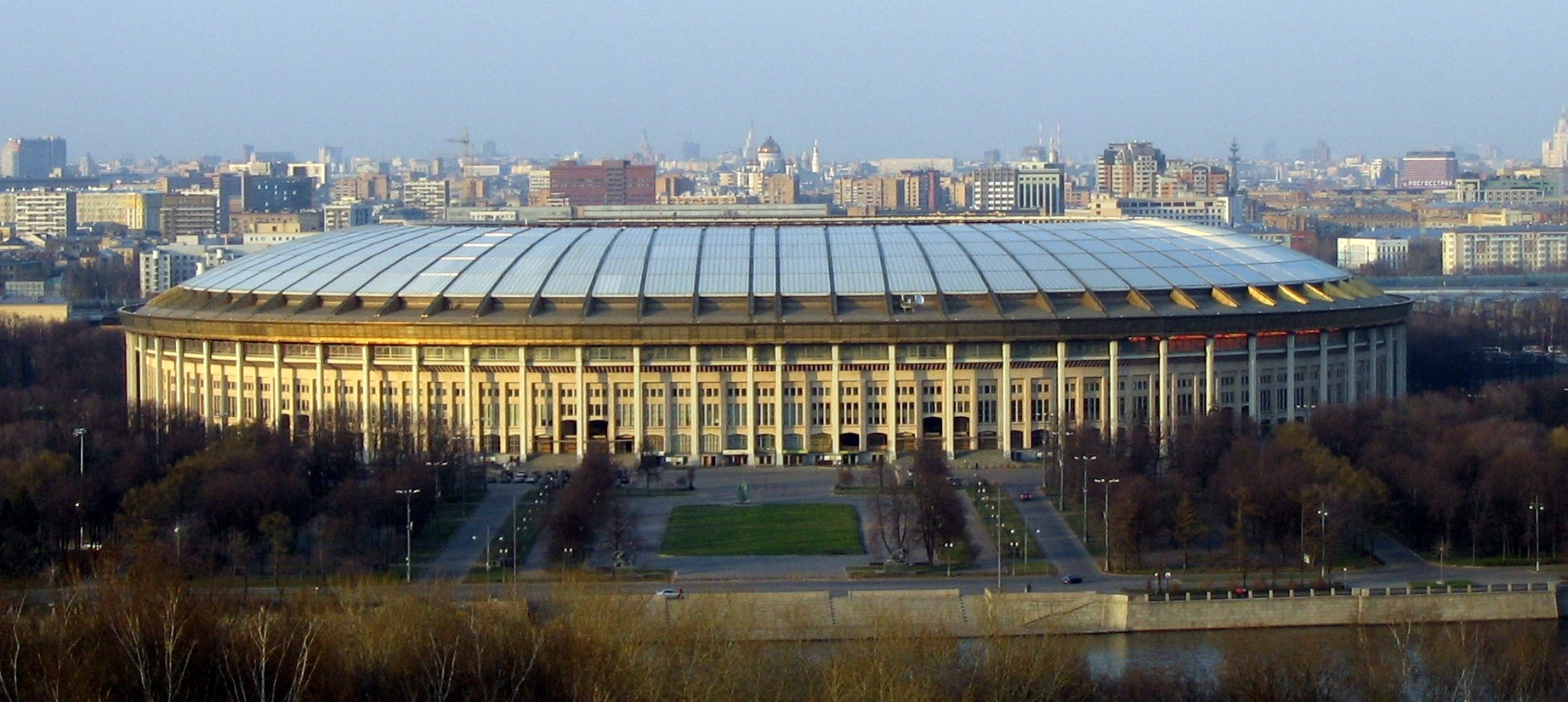
Stade Lénine (le toit a été rajouté au XXIe siècle).
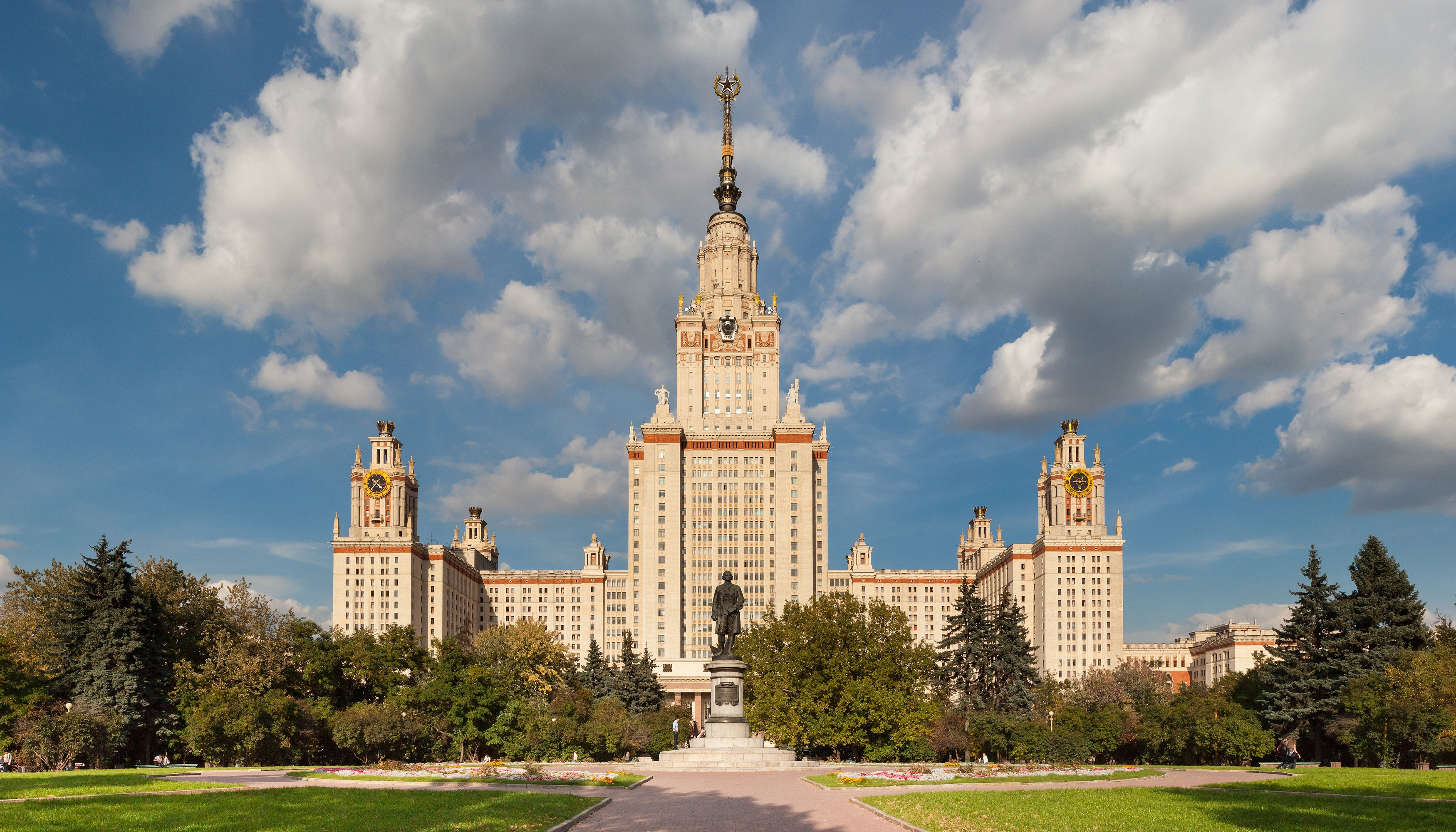
Université d'État Lomonossov de Moscou.
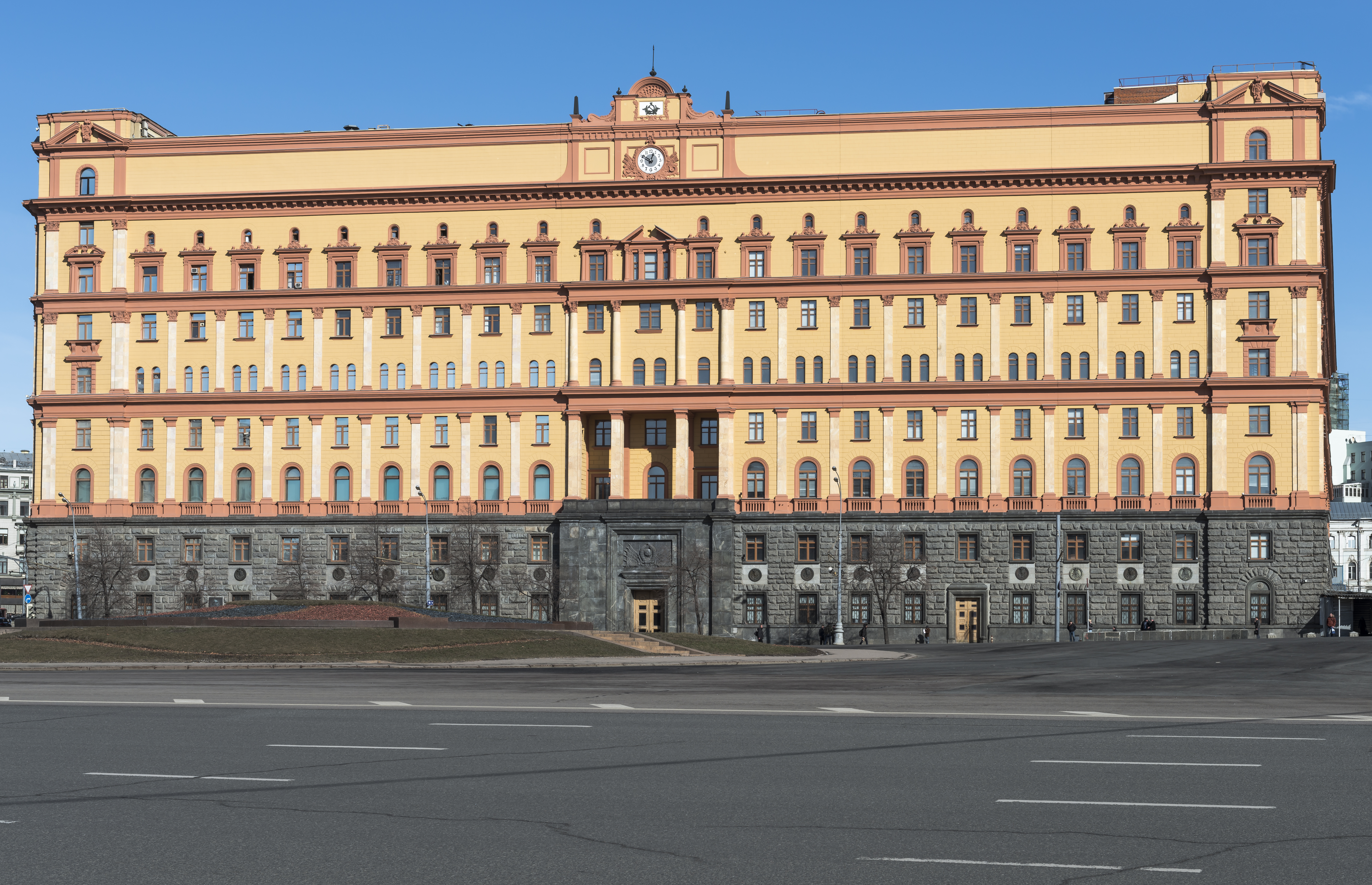
La Loubianka.
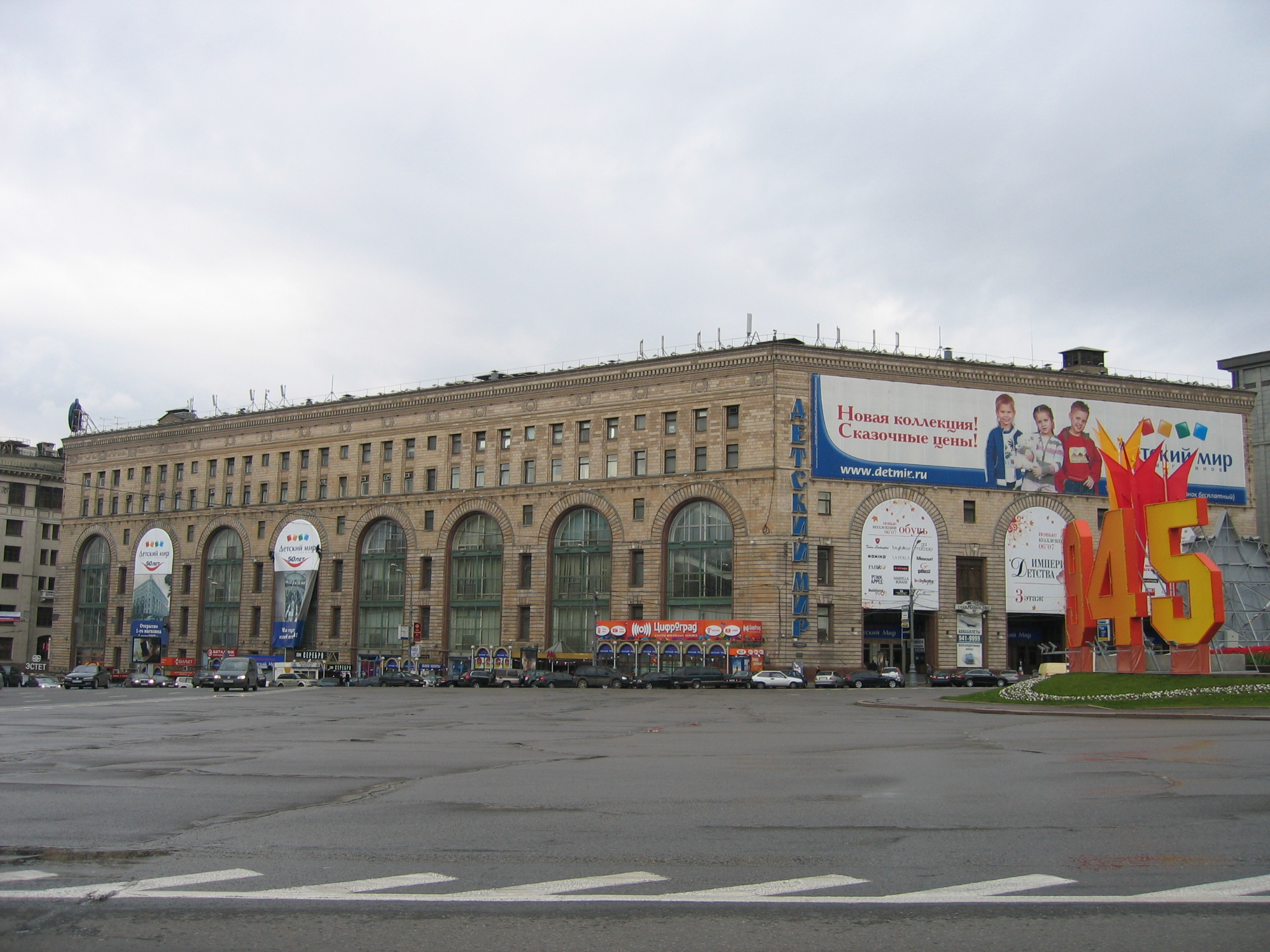
Magasin Dietsky mir
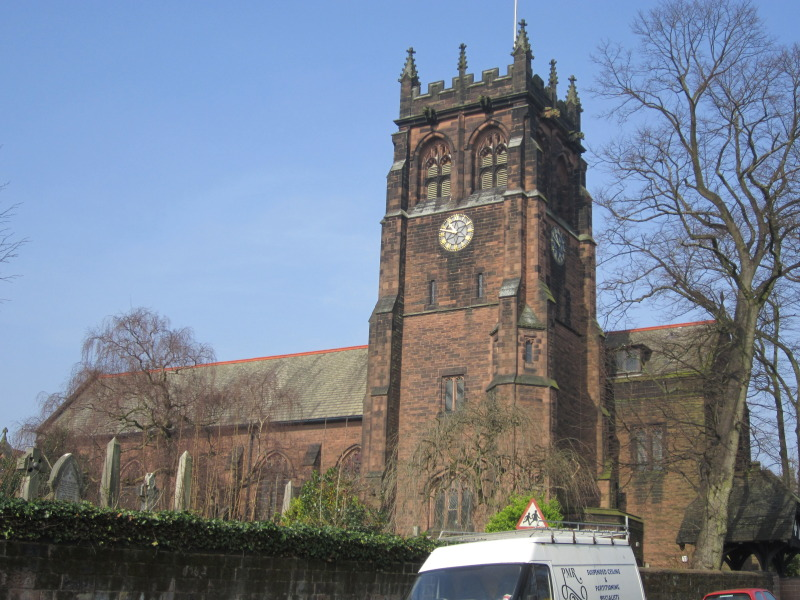
Église Saint-Pierre (Woolton).
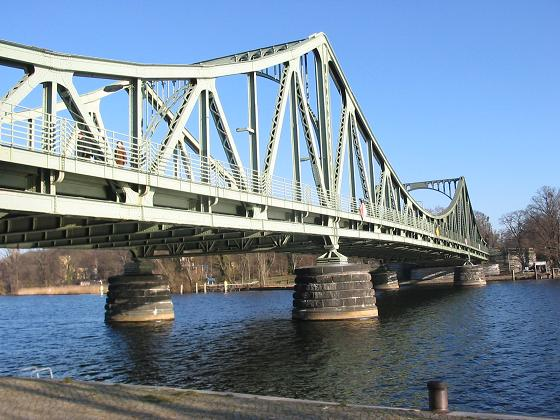
Pont des espions

### Véhicules
- GAZ Tchaïka 13: voiture d'Olrik (planche 12)
- Douglas DC-7 de la BOAC emprunté par Mortimer pour atterrir à l'Aéroport international de Vnoukovo de Moscou.
- Bentley Mark VI de l'ambassade de Grande-Bretagne à Moscou
- GAZ Volga M21 noire des espions russes et de Blake déguisé en colonel Dykrischev
- GAZ-69 camion d'Olrik à la poursuite de Blake (planches 25 et 26)
- Austin A30 de l'ambassade de Grande-Bretagne à Moscou
- Rover P4 de l'intelligence service à Londres
- Austin 10 taxi de Mortimer (planche 51)
- Austin A90 Atlantic (planche 51)
- Jaguar Mark VIII: voiture d'Olrik (planche 52 et 56)
- Wolseley 15/50: voiture du MI5 (planche 53, 54, 55 et 56)

## Historique
Devant le succès de L'Affaire Francis Blake en 1996 qui a, de plus, dopé les ventes des albums précédents, les éditions Dargaud chargent le duo Jean Van Hamme et Ted Benoit de réaliser un nouvel album (L'Étrange Rendez-Vous sorti en 2001). Mais Ted Benoit, méticuleux comme Jacobs, dessine lentement. Or, Dargaud est en difficulté après avoir perdu les droits de la série Astérix au terme d'un long procès avec Albert Uderzo et compte sur la reprise de Blake et Mortimer. Fin 1997, l'éditeur cherche un dessinateur pour épauler Ted Benoit, mais finalement, début 1998, il décide de former une seconde équipe de repreneurs pour pouvoir sortir des albums plus régulièrement,.
Yves Sente, directeur éditorial des éditions du Lombard, écrit une page de scénario qui doit servir pour tester les dessinateurs candidats. Mais il se prend au jeu et finit par écrire un scénario complet assez long pour remplir deux tomes. Tentant sa chance, il le transmet à Didier Christmann, directeur éditorial de Dargaud, en lui prétendant que c'est un scénario qu'il a reçu. Sélectionné, Yves Sente doit cependant condenser son histoire en un seul tome, car l'éditeur ne préfère pas lui confier un diptyque d'entrée de jeu. Il reçoit alors de précieux conseils de Jean Van Hamme qui va suivre la réalisation de l'album.
Pour choisir le dessinateur, un casting est organisé entre plusieurs dessinateurs qui réalisent une planche test : Johan De Moor — fils de Bob de Moor qui a dessiné le second tome des Trois Formules du professeur Satō —, René Sterne et le tandem André Juillard/Didier Convard. Ce sont ces derniers qui sont choisis pour mettre en image l'album, l'un faisant les premiers plans et l'autre les arrière-plans. Mais cet arrangement ne fonctionne pas et finalement, Julliard réalise seul les dessins tandis que Convard s'occupe de la mise en couleur,.

## Analyse

### Un contexte réaliste
Pour la première fois dans la série, l'aventure s'inscrit dans l'Histoire réelle[réf. nécessaire]. Le théâtre de l'album est la guerre froide dans les années 1950 entre le bloc de l'Ouest, dont fait partie le Royaume-Uni, et le bloc de l'Est mené par l'Union soviétique. Plusieurs symboles, voire clichés, de cette guerre sont utilisés : le KGB, l'OTAN, les écoutes des ambassades à Moscou, la conquête spatiale et le très cinématographique échange d'espions sous la pluie, sur un pont, à la frontière des deux Allemagnes.
L'album fait explicitement référence à trois évènements :
- la signature du traité de Rome le 25 mars 1957 constituant la Communauté économique européenne (future Union européenne) ;
- la rencontre de John Lennon et Paul McCartney, futurs Beatles, lors de la fête paroissiale de Woolton (en) dans la banlieue de Liverpool, le 6 juillet 1957[4] ;
- le lancement du premier satellite artificiel, Spoutnik 1, par l'Union soviétique le 4 octobre 1957.

L'album s'inspire du complot antiparti de 1957 : la vieille garde stalinienne du PCUS qui tente de renverser Nikita Khrouchtchev[réf. nécessaire].
A noter que la Place Loubianka, siège des services secrets soviétiques, s'appelait en réalité place Félix Dzerjinski de 1926 à 1990[réf. nécessaire].

## Publications

### En français
La Machination Voronov est pré-publiée dans l'hebdomadaire Le Figaro Magazine à partir du 26 juin 1999.
Le 1er janvier 2000, les Éditions Blake et Mortimer publient l'histoire en album. Depuis, ce dernier a été réédité et réimprimé près d'une demi-douzaine de fois.

### Traductions
L'aventure a été traduite dans plusieurs langues :
- Allemand : Die Voronov-Intrige, publié aux éditions Carlsen Comics[8] ;
- Anglais : The Voronov Plot, publié aux éditions Cinebook[9] ;
- Danois : Doktor Voronovs komplot, publié aux éditions Carlsen Comics[10] ;
- Espagnol : La Maquinación Voronov, publié aux éditions Norma Editorial[11] ;
- Italien : La Macchinazione Voronov, publié aux éditions Alessandro Editore[12] ;
- Néerlandais : Het Voronov complot, publié aux éditions Blake et Mortimer[13] ;
- Portugais : A Conspiração Voronov, publié aux éditions Edições Asa[14]

## Accueil et postérité
Sur SensCritique, l'album est noté 6,9/10 sur une base de 933 votes d'internautes. Sur Babelio, l'album obtient une note moyenne de 3,8/5 basée sur 144 notes.

### Documentation
- Yves Sente (int. par Jean-Pierre Fueri et Jean-Marc Vidal), « La Machine à sous Voronov », BoDoï, no 26,‎ janvier 2000, p. 37-41.